# San Marino Futsal Cup 2015
La San Marino Futsal Cup 2015 è stata la 9ª edizione del torneo che si è svolto dal 15 maggio al 23 giugno 2015 alla fine dei play-off.
Le squadre sono state divise in due gironi di sola andata. Al termine di questi scontri le prime tre classificate hanno avuto accesso ai play-off, formula tramite la quale si è aggiudicato il titolo il Pennarossa.

## Fase a gironi

### Girone A
| Squadra        | Pti | G | V | N | P | GF | GS | DR  |
| -------------- | --- | - | - | - | - | -- | -- | --- |
| Tre Fiori      | 16  | 6 | 5 | 1 | 0 | 32 | 10 | +22 |
| San Giovanni   | 15  | 6 | 5 | 0 | 1 | 32 | 13 | +19 |
| Virtus         | 11  | 6 | 3 | 2 | 1 | 25 | 15 | +10 |
| Juvenes/Dogana | 10  | 6 | 3 | 1 | 2 | 24 | 13 | +11 |
| La Fiorita     | 6   | 6 | 2 | 0 | 4 | 13 | 15 | -2  |
| Cailungo       | 3   | 6 | 1 | 0 | 5 | 12 | 35 | -23 |
| Libertas       | 0   | 6 | 0 | 0 | 6 | 7  | 44 | -37 |

### Girone B
| Squadra    | Pti | G | V | N | P | GF | GS | DR  |
| ---------- | --- | - | - | - | - | -- | -- | --- |
| Pennarossa | 14  | 6 | 4 | 2 | 0 | 23 | 14 | +9  |
| Murata     | 13  | 6 | 4 | 1 | 1 | 18 | 6  | +12 |
| Folgore    | 9   | 6 | 3 | 0 | 3 | 17 | 13 | +4  |
| Fiorentino | 8   | 6 | 2 | 2 | 2 | 10 | 14 | -4  |
| Cosmos     | 7   | 6 | 2 | 1 | 3 | 16 | 23 | -7  |
| Domagnano  | 5   | 6 | 1 | 2 | 3 | 7  | 9  | -2  |
| Tre Penne  | 3   | 6 | 1 | 0 | 5 | 13 | 25 | -12 |

## Risultati

### Prima Giornata
- 15 Maggio 2015

| Squadra 1      | Risultato | Squadra 2  |
| -------------- | --------- | ---------- |
| Cosmos         | 4–3       | Tre Penne  |
| San Giovanni   | 2-1       | La Fiorita |
| Juvenes/Dogana | 3–3       | Virtus     |
| Domagnano      | 1-4       | Folgore    |
| Fiorentino     | 1-0       | Murata     |
| Cailungo       | 9-4       | Libertas   |

- Riposa  Tre Fiori e  Pennarossa

### Seconda Giornata
- 21 Maggio 2015

| Squadra 1      | Risultato | Squadra 2  |
| -------------- | --------- | ---------- |
| Tre Fiori      | 10–0      | Cailungo   |
| Juvenes/Dogana | 5-1       | Libertas   |
| Folgore        | 4–3       | Cosmos     |
| Tre Penne      | 0-1       | Fiorentino |
| La Fiorita     | 0-1       | Virtus     |
| Murata         | 1-1       | Pennarossa |

- Riposa  Domagnano e  San Giovanni

### Terza Giornata
- 25 Maggio 2015

| Squadra 1    | Risultato | Squadra 2      |
| ------------ | --------- | -------------- |
| San Giovanni | 8–2       | Virtus         |
| Pennarossa   | 4-2       | Folgore        |
| Cailungo     | 0–6       | Juvenes/Dogana |
| Domagnano    | 1-1       | Fiorentino     |
| Tre Penne    | 2-8       | Murata         |
| Libertas     | 1-7       | Tre Fiori      |

- Riposa  Cosmos e  La Fiorita

### Quarta Giornata
- 28 Maggio 2015

| Squadra 1  | Risultato | Squadra 2    |
| ---------- | --------- | ------------ |
| Cosmos     | 1–1       | Domagnano    |
| Folgore    | 0-1       | Murata       |
| Tre Fiori  | 4–1       | San Giovanni |
| Pennarossa | 5-4       | Tre Penne    |
| La Fiorita | 5-0       | Libertas     |
| Virtus     | 8-1       | Cailungo     |

- Riposa  Fiorentino e  Juvenes/Dogana

### Quinta Giornata
- 1 Giugno 2015

| Squadra 1      | Risultato | Squadra 2    |
| -------------- | --------- | ------------ |
| Cosmos         | 4–2       | Fiorentino   |
| Domagnano      | 0-2       | Pennarossa   |
| Tre Fiori      | 6–4       | La Fiorita   |
| Folgore        | 3-4       | Tre Penne    |
| Virtus         | 8-0       | Libertas     |
| Juvenes/Dogana | 4-7       | San Giovanni |

- Riposa  Murata e  Cailungo

### Sesta Giornata
- 8 Giugno 2015

| Squadra 1      | Risultato | Squadra 2  |
| -------------- | --------- | ---------- |
| San Giovanni   | 4–1       | Cailungo   |
| Virtus         | 3-3       | Tre Fiori  |
| Pennarossa     | 5–5       | Fiorentino |
| Murata         | 7-2       | Cosmos     |
| Domagnano      | 4-0       | Tre Penne  |
| Juvenes/Dogana | 5-0       | La Fiorita |

- Riposa  Cosmos e  Libertas

### Settima Giornata
- 11 Giugno 2015

| Squadra 1      | Risultato | Squadra 2  |
| -------------- | --------- | ---------- |
| San Giovanni   | 10–1      | Libertas   |
| Cailungo       | 1-3       | La Fiorita |
| Folgore        | 4–0       | Fiorentino |
| Murata         | 1-0       | Domagnano  |
| Cosmos         | 2-6       | Pennarossa |
| Juvenes/Dogana | 1-2       | Tre Fiori  |

- Riposa  Virtus e  Tre Penne

## Play-off
|  |              |              |   |  |  |              |              |   |  |  |            |            |   |
|  | San Giovanni | San Giovanni | 5 |  |  |              |              |   |  |  |            |            |   |
|  | Folgore      | Folgore      | 2 |  |  |              |              |   |  |  |            |            |   |
|  |              |              |   |  |  | San Giovanni | San Giovanni | 1 |  |  |            |            |   |
|  |              |              |   |  |  | Pennarossa   | Pennarossa   | 2 |  |  |            |            |   |
|  |              |              |   |  |  |              |              |   |  |  | Pennarossa | Pennarossa | 4 |
|  |              |              |   |  |  |              |              |   |  |  | Tre Fiori  | Tre Fiori  | 2 |
|  |              |              |   |  |  | Tre Fiori    | Tre Fiori    | 2 |  |  |            |            |   |
|  |              |              |   |  |  | Murata       | Murata       | 1 |  |  |            |            |   |
|  | Virtus       | Virtus       | 1 |  |  |              |              |   |  |  |            |            |   |
|  | Murata       | Murata       | 5 |  |  |              |              |   |  |  |            |            |   |

### Quarti di finale
| Fiorentino (San Marino) 16 giugno 2015, ore 20:30 UTC+1 | San Giovanni | 5 – 2 | Folgore |  |

| Fiorentino (San Marino) 16 giugno 2015, ore 22:00 UTC+1 | Murata | 5 – 1 | Virtus |  |

### Semifinali
| Fiorentino (San Marino) 19 giugno 2015, ore 20:30 UTC+1 | Pennarossa | 2 – 1 | San Giovanni |  |

| Fiorentino (San Marino) 19 giugno 2015, ore 22:00 UTC+1 | Tre Fiori | 2 – 1 | Murata |  |

### Finale
| Fiorentino (San Marino) 23 giugno 2015, ore 21:00 UTC+1 | Pennarossa | 4 – 2 | Tre Fiori |  |

## Campione
Pennarossa
(1º titolo)